# Csőke Balázs
Csőke Balázs (Szeged, 1983. június 8. –) profi triatléta, Ironman® bajnok

## Sportpályafutása
Hatéves korában kezdett úszni tanulni, majd a Szegedi Úszó Egylet tagjaként edzett. 10 éves korában nyerte meg első versenyét, amelynek hatására hozta meg a döntést, hogy úszóversenyző szeretne lenni. A következő 9 évre az úszás mellett kötelezte el magát. Megyei és országos bajnokságokon  szerepelt, sikerei inspirálták. Országos bajnokságon a legjobb eredményével harmadik helyezést sikerült elérnie, 100 m gyorson. Ez azonban nem elégítette ki az igényeit.
16 évesen került kapcsolatba a triatlonnal, amikor megnézett egy filmet a versenyről. Ennek köszönhetően hozta meg a döntést, hogy szeretné kipróbálni magát a triatlon versenyek világában is. Szegeden átigazolt a Titán Triatlon nevű klubhoz.
Az egyetemi évek változást hoztak Balázs életébe: Szegedről Budapestre költözött, ahol megkezdhette speciális felkészülését a triatlon versenyekre. Úszó hátterének köszönhetően hamar a triatlonosok élmezejében találta magát. Egyetemi tanulmányai befejeztével a triatlon versenyekre fókuszált, ekkor teljesítette első Ironman® versenyét. A célvonalat átlépve megbizonyosodott róla, hogy az Ironman® versenyzés mellett szeretné elkötelezni magát.
Csőke Balázs 2011 óta profi, ebben az évben nyerte meg az Ironman® versenyt Koreában.

## Eredményei
2013
- Ironman 70.3 Panama: 12.
- Ironman Új-Zéland: 5.
- Ironman Melbourne-Ázsia-csendes-óceáni-bajnokság: 15.
- CB és Triatlon: 1.
- Ironman Texas: 7.
- Shadow Creek Ranch Triatlon: 2.

2012
- Ironman 70.3 Pocono hegység: 7.
- Ironman 70.3 Cozumel	DNF (sérülés)
- Ironman Világbajnokság 70.3: 28.
- Memorial Hermann Bridgeland Triatlon: 4.
- Ironman Ausztria: 7.
- Ironman Texas: 14.
- CB & I Triatlon: 1.
- Memorial Hermann Kemah Triatlon: 2.
- Ironman 70.3 Texas DNF (defekt)
- Ironman 70.3 San Juan: 11.
- Ironman 70.3 Dél-Afrika: 8.

2011
- Ironman 70.3 Pcuon: 5.
- Ironman 70.3 Dél-Afrika: 5.
- Ironman 70.3 Szingapúr: 10.
- Ironman Dél-Afrika: 10.
- St.Anthony Triatlon: 31.
- Ironman St. George DNF
- Ironman Texas	DNF
- Ironman 70.3 Olaszország: 10.
- Ironman Dél-Korea: 1.
- Ironman 70.3 Cancún: 4.
- Ironman Világbajnokság: 32.
- Galveston 515: 10.